# 谷津美弥子
谷津 美弥子（やつ みやこ、1968年7月8日 - ）は、日本の女性アニメーター、キャラクターデザイナー。静岡県出身。

## 経歴
1987年、Production I.Gが最初に新人アニメーターを募集した時に採用され、2スタに所属し黄瀬和哉に師事。多くの有力な先輩陣に鍛えられる。1999年『スージーちゃんとマービー』の第22話「おかしなおかしなプレゼント」で初の作画監督を担当する。2006年頃からスタジオロン在席後、2009年からフリーランスで活動している。

## 参加作品

### テレビアニメ
1987年
- エスパー魔美（動画）

1989年
- チンプイ（動画）

1991年
- 21エモン（動画）

1992年
- クレヨンしんちゃん（動画・原画）

1994年
- ブルーシード（原画）

1997年
- 爆走兄弟レッツ&ゴー!!シリーズ（原画）

1998年
- 星方武侠アウトロースター（原画）

1999年
- スージーちゃんとマービー（作画監督・原画）
- 週刊ストーリーランド（原画）

2000年
- ゾイド -ZOIDS-（原画）

2001年
- テイルズ オブ エターニア THE ANIMATION（作画監督・原画）
- 地球少女アルジュナ（作画監督）
- パラッパラッパー（作画監督）
- テニスの王子様（作画監督）
- バンパイヤン・キッズ（キャラクターデザイン・総作画監督・原画）

2002年
- 攻殻機動隊 STAND ALONE COMPLEX（原画）
- 陸上防衛隊まおちゃん（原画）

2003年
- 鋼の錬金術師（原画）

2004年
- 風人物語（作画監督・原画）
- 攻殻機動隊 S.A.C. 2nd GIG（原画）
- お伽草子（原画）

2005年
- BLOOD+（原画）
- 韋駄天翔（キャラクターデザイン・総作画監督・作画監督・原画）

2006年
- xxxHOLiC（原画）
- アクビガール（総作画監督・作画監督・原画）

2007年
- REIDEEN（原画）
- 神霊狩/GHOST HOUND（原画）

2008年
- ポルフィの長い旅（作画監督・原画）
- 魔法遣いに大切なこと 〜夏のソラ〜（作画監督）
- マッハガール（総作画監督・作画監督）
- RD 潜脳調査室（作画監督）
- 喰霊 -零-（作画監督・原画）

2009年
- みなみけ おかえり（作画監督、原画）
- バトルスピリッツ 少年突破バシン（原画）
- こんにちは アン 〜Before Green Gables（原画）
- はじめの一歩 New Challenger（原画）
- うみものがたり 〜あなたがいてくれたコト〜（OP原画）
- ローズオニールキューピー（キャラクターデザイン・総作画監督・作画監督・原画）

2010年
- ちゅーぶら!!（キャラクターデザイン・総作画監督・作画監督）
- おおきく振りかぶって 〜夏の大会編〜（原画）
- あそびにいくヨ!（原画）
- 伝説の勇者の伝説（総作画監督・作画監督・OP2原画）
- FORTUNE ARTERIAL 赤い約束（OP原画）
- バトルスピリッツ ブレイヴ（原画）

2011年
- 君に届け 2ND SEASON（原画）
- Dororonえん魔くん メ〜ラめら（原画）
- お兄ちゃんのことなんかぜんぜん好きじゃないんだからねっ!!（BL作画）
- ちはやふる（OP原画）
- 世界一初恋2（OP原画）
- 輪るピングドラム（原画）

2012年
- BRAVE10（原画）
- LUPIN the Third -峰不二子という女-（原画）
- 坂道のアポロン（原画）
- さんかれあ（原画）
- 貧乏神が!（原画）
- 好きっていいなよ。（作画監督・原画）

2013年
- キューティクル探偵因幡（作画監督）
- AMNESIA（原画）
- 惡の華（総作画監督・作画監督）
- DIABOLIK LOVERS（原画）
- 弱虫ペダル（原画）

2014年
- レディ ジュエルペット（総作画監督・ED原画）
- 少年ハリウッド -HOLLY STAGE FOR 49-（2014年 - 2015年、作画監督）
- 繰繰れ! コックリさん（作画監督）

2015年
- ユリ熊嵐（原画）
- デュラララ!!×2 承（作画監督）
- 干物妹!うまるちゃん（作画監督）
- DD北斗の拳2（作画監督）

2016年
- くまみこ（作画監督）
- チア男子!!（アクション作画監督）
- 舟を編む（原画）

2017年
- クラシカロイド（作画監督）
- 恋愛暴君（総作画監督）
- DIVE!!（キャラクターデザイン・総作画監督・作画監督）
- URAHARA（作画監督）

2018年
- 百錬の覇王と聖約の戦乙女（サブキャラクターデザイン・総作画監督）
- ソラとウミのアイダ（作画監督）

2019年
- 同居人はひざ、時々、頭のうえ。（作画監督）
- 八月のシンデレラナイン（作画監督）
- からくりサーカス（原画）
- 鬼滅の刃（原画）
- アサシンズプライド（総作画監督・作画監督）

2020年
- ぼくのとなりに暗黒破壊神がいます。（総作画監督）
- 継つぐもも（作画監督）
- くまクマ熊ベアー（総作画監督）

2022年
- オリエント（原画）
- 勇者、辞めます（作画監督）
- シュート!Goal to the Future（総作画監督）
- 勇者パーティーを追放されたビーストテイマー、最強種の猫耳少女と出会う（総作画監督・作画監督）

2023年
- くまクマ熊ベアーぱーんち!（総作画監督）

2024年
- 異世界でもふもふなでなでするためにがんばってます。（総作画監督・作画監督）
- 怪異と乙女と神隠し（作画監督）
- 異世界ゆるり紀行 〜子育てしながら冒険者します〜（作画監督）

2025年
- 日本へようこそエルフさん。（作画監督）
- 妃教育から逃げたい私（総作画監督・作画監督）
- 勘違いの工房主〜英雄パーティの元雑用係が、実は戦闘以外がSSSランクだったというよくある話〜（総作画監督）

### 劇場アニメ
1990年代
- 「エイジ」（1990年、動画）
- 風の大陸（1992年、動画）
- 機動警察パトレイバー 2 the Movie（1993年、動画）
- GHOST IN THE SHELL / 攻殻機動隊（1995年、原画）
- 新世紀エヴァンゲリオン劇場版 シト新生（1997年、原画）
- 新世紀エヴァンゲリオン劇場版 Air/まごころを、君に（1997年、原画）
- ウルトラニャン 星空から舞い降りたふしぎネコ（1997年、原画）
- アキハバラ電脳組 2011年の夏休み（1999年、原画）

2000年代
- BLOOD THE LAST VAMPIRE（2000年、原画）
- サクラ大戦 活動写真（2001年、原画）
- WXIII 機動警察パトレイバー（2002年、原画）
- DEAD LEAVES（2004年、原画）
- 劇場版 テニスの王子様 二人のサムライ The First Game（2005年、作画監督）
- 劇場版ツバサ・クロニクル 鳥カゴの国の姫君（2005年、原画）
- Genius Party Beyond#5『次元爆弾』（2008年、原画）

2010年代
- 劇場版イナズマイレブン 最強軍団オーガ襲来（2010年、原画）
- アルヴ・レズル -機械仕掛けの妖精たち-（2013年、若手原画指導）

### OVA
1990年代
- 八神くんの家庭の事情（1990年、動画）
- 毎日が日曜日（1990年、動画）
- しあわせのかたち（1990年、動画）
- 敵は海賊〜猫たちの饗宴〜（1990年、動画）
- 電影少女（1992年、初原画）
- ブラック・ジャック（1993年、原画）
- HUMANE SOCIETY 〜人類愛に満ちた社会〜（1993年、原画）
- 流星機ガクセイバー（1993年 - 1994年、原画）
- ぼくの地球を守って（1993年、原画）
- ブルーシード2（1996年、原画）

2000年代
- ナースウィッチ小麦ちゃんマジカルて（2003年、レイアウト・原画）
- アイシールド21幻のゴールデンボウル（ジャンプフェスタ）（2004年、キャラクターデザイン・作画監督）
- テニスの王子様（2006年、原画）

### ゲーム
- ダブルキャスト（1998年、原画）
- 雪割りの花（1998年、作画監督補・原画）
- スキャンダル（2000年、原画）
- 戦ノ国（2011年、イラスト）

### その他
- ファンタジーリカちゃんシリーズ（2011年、キャラクターデザイン・作画監督）